# Capovalle
Capovalle is een gemeente in de Italiaanse provincie Brescia (regio Lombardije) en telt 436 inwoners (31-12-2004). De oppervlakte bedraagt 23,1 km², de bevolkingsdichtheid is 19 inwoners per km².

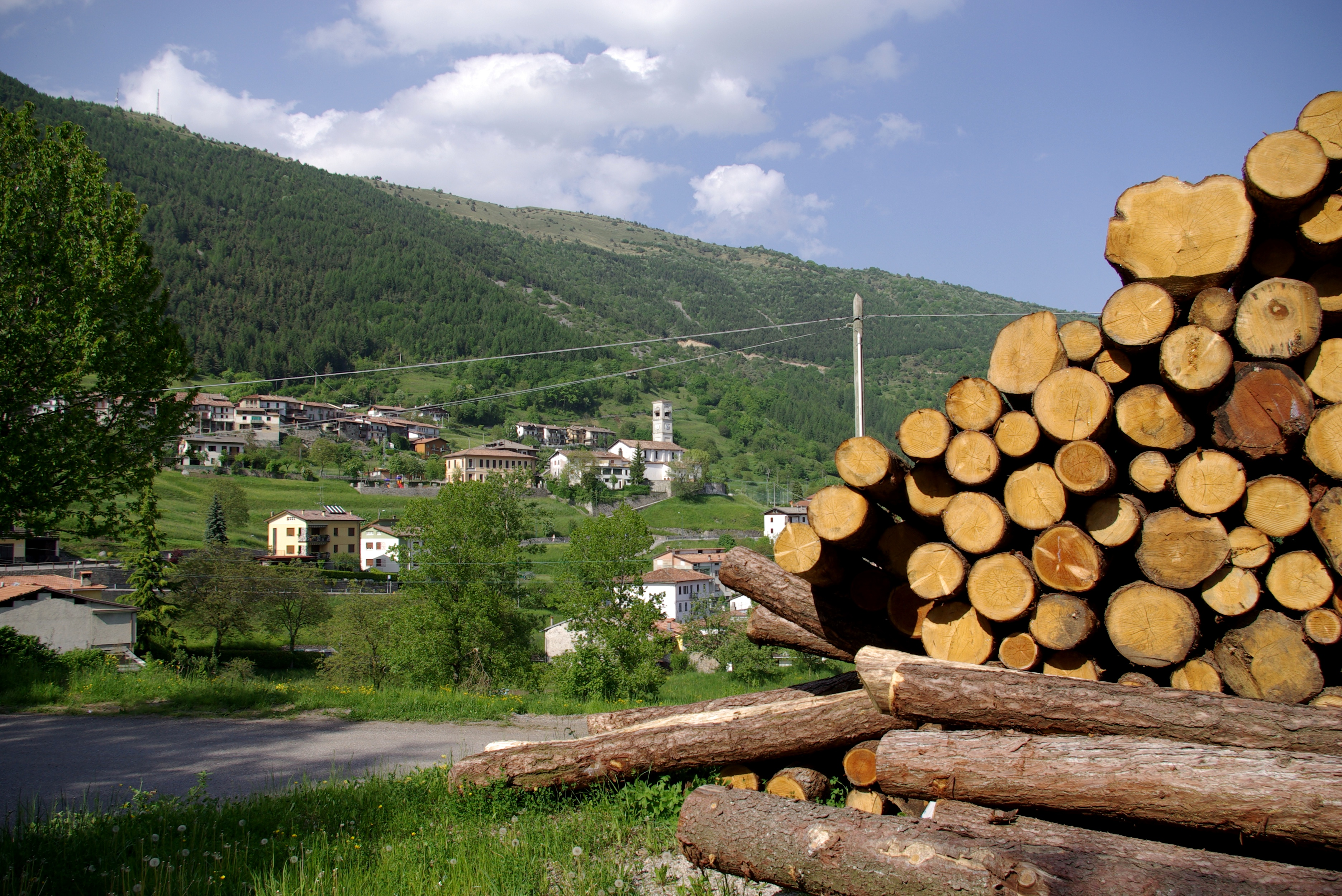
Zumie
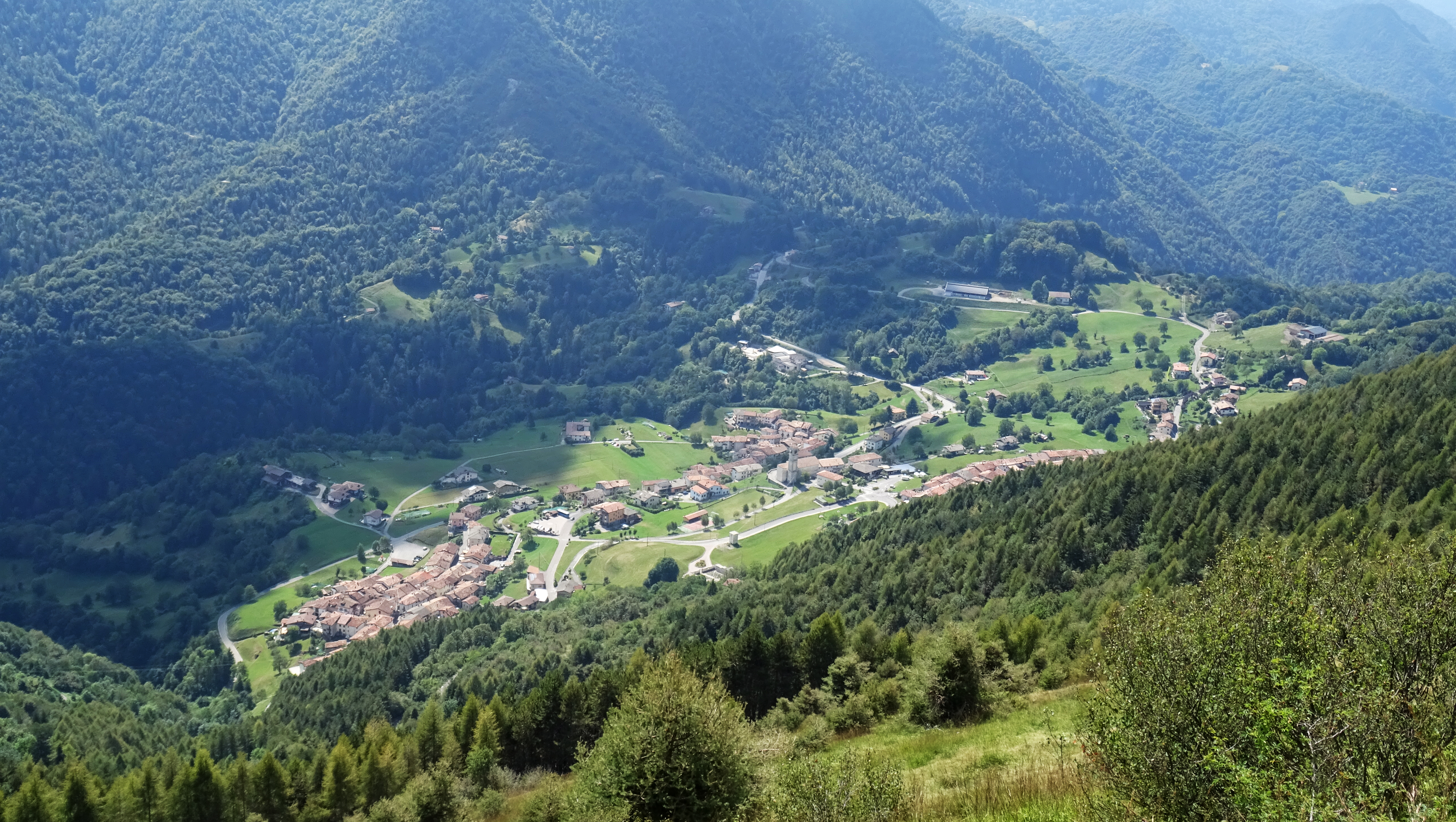
Capovalle

## Demografie
Capovalle telt ongeveer 202 huishoudens. Het aantal inwoners daalde in de periode 1991-2001 met 8,3% volgens cijfers uit de tienjaarlijkse volkstellingen van ISTAT.
| Jaar | Inwoneraantal |
| ---- | ------------- |
| 1991 | 493           |
| 2001 | 452           |

## Geografie
Capovalle grenst aan de volgende gemeenten: Gargnano, Idro, Treviso Bresciano, Valvestino, Vobarno.